# NGC 1203
NGC 1203 est une paire de galaxies elliptiques relativement éloignée. Cette paire est constituée de PGC 11603 (NGC 1203A) et de PGC 11599 (NGC 1203B) et elle est située dans la constellation de l'Éridan. Elle a été découverte par l'astronome américain Francis Leavenworth en 1886.

## Caractéristiques
Sa vitesse par rapport au fond diffus cosmologique est dePGC 11603 par rapport au fond diffus cosmologique est de 9 166 ± 45 km/s, ce qui correspond à une distance de Hubble de 135,2 ± 9,5 Mpc (∼441 millions d'al).
À ce jour, une mesure non basée sur le décalage vers le rouge (redshift) donne une distance d'environ 148,000 Mpc (∼483 millions d'al). Cette valeur est tout juste à l'extérieur des valeurs de la distance de Hubble. Notons cependant que c'est avec la valeur moyenne des mesures indépendantes, lorsqu'elles existent, que la base de données NASA/IPAC calcule le diamètre d'une galaxie et qu'en conséquence le diamètre de NGC 1203A pourrait être d'environ 13,8 kpc (∼45 000 al) si on utilisait la distance de Hubble pour le calculer. 
La galaxie PGC 11603 est désigné NGC 1203A sur la base de données NASA/IPAC. Ce sont les renseignements de cette dernière qui apparaissent dans l'encadré de droite. Il n'y aucune donnée sur l'autre galaxie de la paire.